# Mariópolis

Localisation de Mariópolis

Mariópolis est une ville brésilienne du sud-ouest de l'État du Paraná. Elle se situe à une latitude de 26° 21' 18" sud et par une longitude de 52° 33' 32" ouest, à une altitude de 850 mètres. Sa population était estimée à 5 823 habitants en 2006. La municipalité s'étend sur 231 km².

## Maires
| Période | Période | Identité     | Étiquette | Qualité |
| ------- | ------- | ------------ | --------- | ------- |
| 2009    | 2012    | Mário Paulek | DEM       |         |

## Villes voisines
Mariópolis est voisine des municipalités (municípios) suivantes :
- Vitorino
- Pato Branco
- Clevelândia
- São Domingos dans l'État de Santa Catarina
- Galvão dans l'État de Santa Catarina
- Jupiá dans l'État de Santa Catarina